# Milkovitsa
Milkovitsa (bulgariska: Милковица) är ett distrikt i Bulgarien.   Det ligger i kommunen Obsjtina Guljantsi och regionen Pleven, i den norra delen av landet, 150 km nordost om huvudstaden Sofia.
Trakten runt Milkovitsa består till största delen av jordbruksmark. Runt Milkovitsa är det ganska glesbefolkat, med 42 invånare per kvadratkilometer.